# São Pedro de Avioso
São Pedro de Avioso is een plaats (freguesia) in de Portugese gemeente Maia en telt 2629 inwoners (2001).